# Bibliothèque François Mitterrand (metropolitana di Parigi)
Bibliothèque François Mitterrand è una stazione della linea 14 della metropolitana di Parigi.

## La stazione
Questa stazione della linea 14 è interconnessa con la stazione della linea RER C. Nel 2004 è stata la settima stazione più frequentata dell'intera rete della Metropolitana di Parigi con un traffico annuo di 13,35 milioni di viaggiatori.

### Ubicazione
La stazione è posta parallelamente alla rue de Tolbiac, sotto i binari della stazione ferroviaria di Austerlitz.

### Accessi
Al momento la stazione dispone di quattro accessi (dal nº 1 al 4, accesso alla sala di interscambio RER C - linea 14): ascensore e scale mobili a rue du Chevaleret, avenue de France, rue Goscinny e rue Neuve Tolbiac.
Un accesso secondario si trova all'incrocio fra avenue de France' e rue des Grands Moulins.

### Architettura
Aperta nel 1998, l'architettura della stazione è opera di Antoine Grumbach, un architetto dalla concezione diversa dagli altri progettisti delle stazioni della linea 14.
Nella sala di interscambio metro-RER, i gradini di una scala sono decorati con scritte in diversi alfabeti del mondo. L'eccezionale volume della sala è stato reso possibile dal fatto che non si è trattato di un locale realizzato tramite scavo ma costruito su spazio libero.
180 medaglioni, sparsi per la stazione, riportano frasi riflettenti l'universalità della cultura.

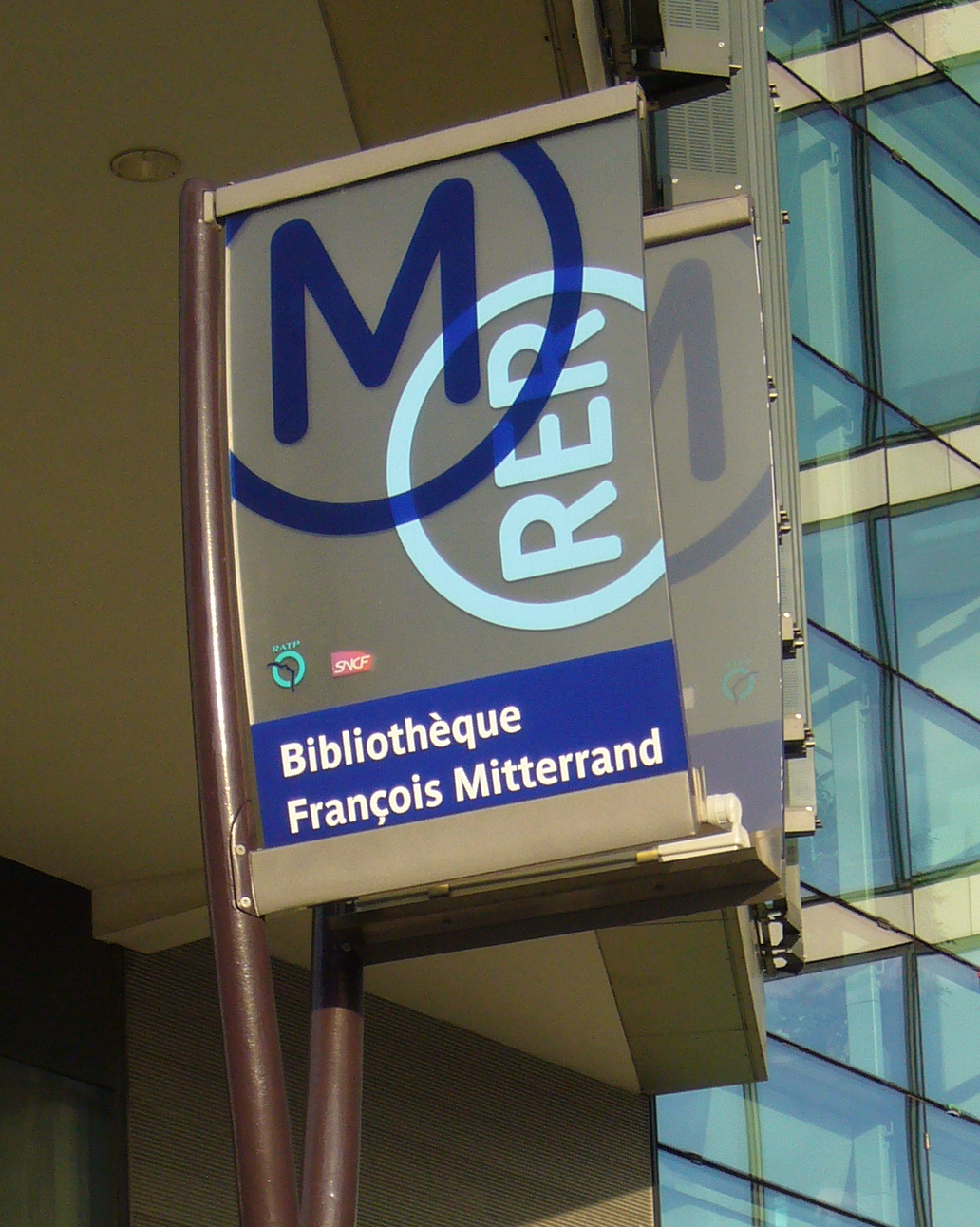
Insegna esterna
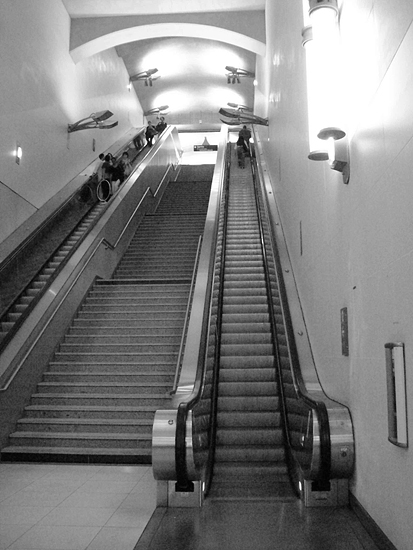
Scale mobili
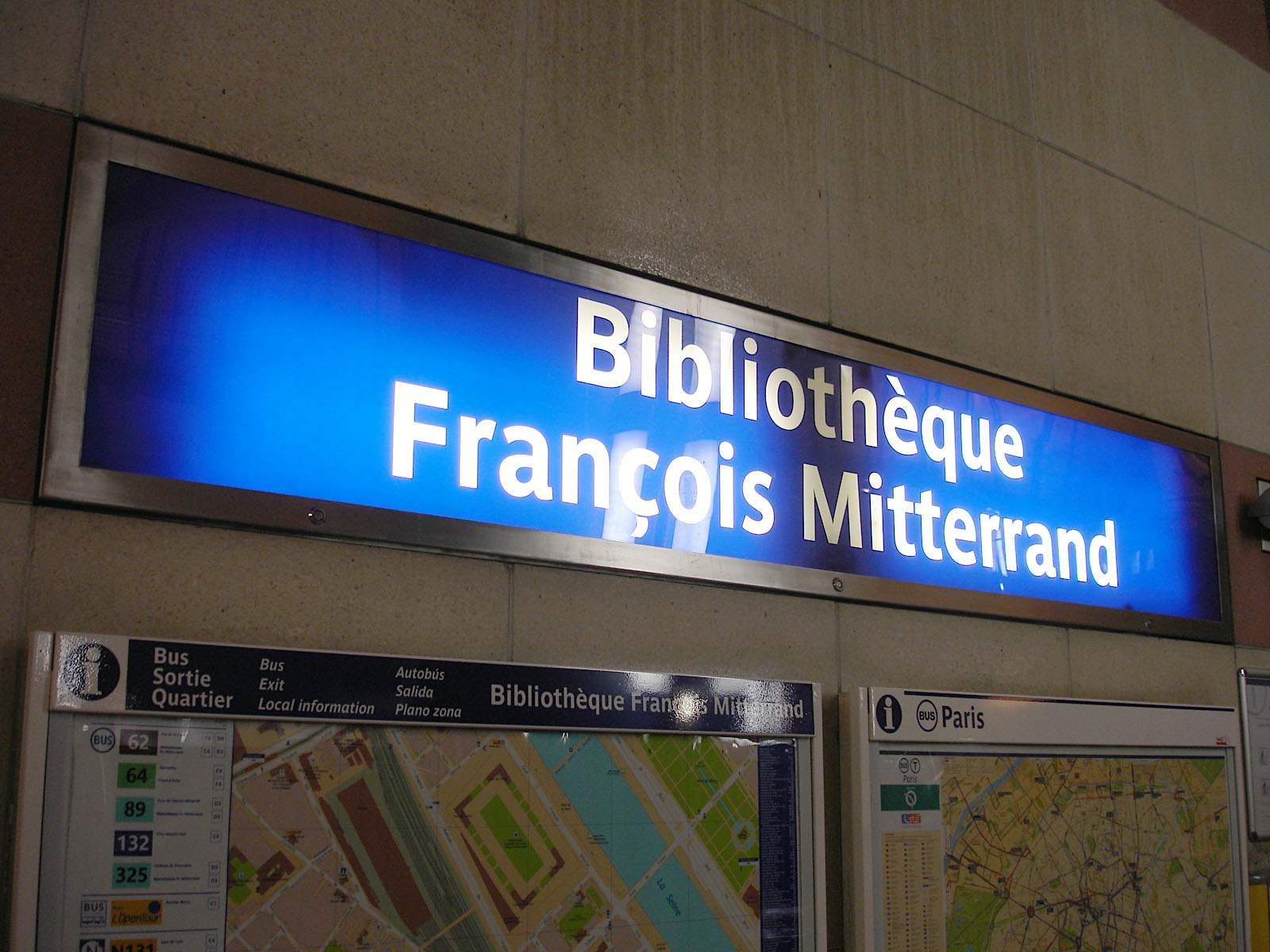
Cartello luminoso

## Storia
Essa costituì il capolinea fino al 6 giugno 2007, quando la linea 14 venne prolungata ad Olympiades.
L'ultimo accesso (N° 3 - Rue René-Goscinny - e l'ascensore a rue Primo Levi) è stato aperto il 28 febbraio 2008.

## Interconnessioni
Dopo il 2000, la stazione è collegata con la stazione Bibliothèque François Mitterrand del RER C.
- Bus RATP - 62, 64, 89, 132, 325
- Noctilien - N131